# 田心子 (桃園市大園區)
田心子，原寫為田心仔，是臺灣桃園市大園區的一個傳統地域名稱，也是全區行政中心所在地，位於該區中部偏西南。相較於今日行政區，其範圍大致為田心里北大半部。

## 歷史
台灣清治末期至日治初期，田心子地區為一街庄，稱為「田心仔庄」，隸屬於竹北二堡。該庄北及東隔老街溪與內海墘庄、大坵園庄、橫山庄為界，南邊為照鏡庄，西邊隔田心子溪與雙溪口庄、許厝港庄為界。
1901年（日治明治三十四年）11月，全台廢縣廳改設二十廳，該庄隸屬於桃仔園廳。1903年（明治三十六年），改名桃園廳。1909年（明治四十二年）10月，合併二十廳為十二廳，該庄隸屬不變。1920年（大正九年），廢十二廳改設五州二廳，該庄改制並雅化為「田心子」大字，隸屬於新竹州桃園郡大園庄，大字下有「田心子」、「崁腳」、「照鏡」小字名。
戰後大園庄改制為大園鄉，隸屬於新竹縣，大字亦改制為村。1950年桃、竹、苗分治，大園鄉改隸屬於桃園縣。2014年12月，桃園縣升格為直轄桃園市，大園鄉改制為大園區，村亦改制為里。

## 聚落
本地區發展較早的聚落有埔頂、田心、田藔、崁腳、下照鏡等，在日治期初期的官方地圖上已有記載。此外，本地區尚有下田心聚落。

## 交通
省道台15線（國際路一段、大觀路）是關渡至香山的傳統北台灣西部海岸平面幹道，大致以東北東—西南西走向經過田心子地區北部。由該道路向東北東可前往大園市區北側、坑子口、大南灣、八里等地，向西南西可前往觀音、崁頭厝、紅毛港、樹林子（坑子口地區北部）、貓兒錠、舊港等地，其中樹林子至貓兒錠南端鳳山溪橋路段與省道台61線（西部濱海快速公路）共線。
區道桃43線（和平西路）是大園至大崙的道路，大致以東北—西南走向蜿蜒經過本地區中部。由該道路向東北可前往大園市區並止於市道113號路口，向西南可前往雙溪口，後轉東南再轉南可前往大崙並止於市道112號路口。
區道桃45線（興華路一段）是大園至廣興的道路，也是本地區中部往南的聯外道路，其北側端點位於區道桃43線路口。由此向南蜿蜒而行，出境後可前往照鏡、洽溪子、芝芭里、中壢市區並止於市道114號路口。

## 學校
- 大興高中